# Yitzhak Yosef
Yitzhak Yosef (em hebraico:  יצחק יוסף, nascido em 16 de janeiro de 1952) é o atual Rabino-Chefe sefardita de Israel (conhecido como Rishon LeZion), o rosh yeshivá da Yeshivat Hazon Ovadia e autor de uma série de livros sobre halachá (lei judaica) chamada Yalkut Yosef.
Yosef é filho de Ovadia Yosef, ex-Rabino-Chefe de Israel, e baseia suas decisões haláchicas na metodologia de seu pai. Seus livros são considerados fundamentais entre grandes setores de judeus sefarditas em Israel e no mundo.[carece de fontes?] Por esses livros, ele recebeu o Prêmio Rabino Toledano do Conselho Religioso de Tel Aviv e o Prêmio Rav Kook.

## Biografia
Yitzhak Yosef nasceu em Jerusalém em 1952, sendo o sexto filho do ex-líder espiritual do Shas e Rabino-Chefe de Israel, Ovadia Yosef. Ele estudou na escola Talmud Torah Yavneh no Sistema Educacional Independente. Aos 12 anos, iniciou seus estudos na yeshivá júnior de Porat Yosef em Katamon, Jerusalém. Em seguida, estudou na Yeshivat HaNegev em Netivot e, posteriormente, na Yeshiva de Hebron em Jerusalém.
Yosef não concluiu o ensino médio e considerava os estudos seculares (escola não-sefardista) como "bobagens".
Em 1971, aos 18 anos e estudando na Yeshivat HaNegev, Yosef coletou decisões haláchicas dos cinco volumes do livro Yavia Omer, as respostas de seu pai publicadas até então, e as publicou no livro Yalkut Yosef. O livro foi publicado com o apoio e supervisão de seu pai. Ele é frequentemente considerado um dos livros de seu pai, pois não apenas é um resumo das decisões dele, mas também foi revisado seção por seção por seu pai, que acrescentou seus próprios comentários.[carece de fontes?]
Yosef é casado com Ruth, filha do cabalista Rachamim Attia. Eles têm cinco filhos. Seu filho mais velho, chamado Ovadia em homenagem ao seu pai, é casado com a filha de Shlomo Amar. Sua filha Margalit é casada com o filho de Yehuda Deri. Sua filha mais nova é casada com o filho de Meir Sage. Yosef reside no bairro de Sanhedria Murhevet em Jerusalém.[carece de fontes?]

## Carreira rabínica
Em 1973, com a eleição de seu pai como Rabino-Chefe de Israel, eles estabeleceram o Kollel e a Yeshivá Hazon Ovadia. Em 1980, Yosef foi ordenado como rabino e juiz, juntamente com o restante da primeira turma de formandos, pelos rabinos-chefes de Israel e pelo Rabino-Chefe de Jerusalém, Shalom Messas. Com o início da segunda turma, ele foi nomeado diretor da escola.[carece de fontes?]
Em 1975, Yosef foi nomeado rabino das moshavim Nes Harim e Mata, Israel, ambas próximas a Jerusalém, e começou a ministrar aulas sobre halachá várias vezes por semana e cuidar de outros assuntos judaicos nas vilas. Como parte de suas responsabilidades, ele ministrou palestras e aulas nas escolas públicas seculares e fortaleceu a educação religiosa nelas.[carece de fontes?]
Em 1992, Yosef expandiu o Hazon Ovadia para uma yeshivá para jovens do ensino médio e mais velhos. Isso foi necessário devido à agitação dentro da comunidade haredi sefardita, resultante de desacordos com as yeshivot lituanas ashkenazim.
Em 24 de julho de 2013, Yosef foi eleito para servir como Rabino-Chefe Sefardita de Israel e Rishon Lezion, cargo que ocupará por uma década. A posse ocorreu em 14 de agosto de 2013 na residência oficial do Presidente de Israel.
Com a morte do pai de Yosef, o partido político Shas perdeu seu líder espiritual. Tendo sido eleito Rabino-Chefe Sefardita, Yosef parecia estar em uma posição favorável para herdar a autoridade de seu pai como líder espiritual do Shas. No entanto, como ocupa um cargo público, Yosef é proibido por lei de se envolver em atividades políticas. Até a eleição, ele nunca ocupou nenhum cargo público formal.[carece de fontes?]